# Meligethes viridescens
Meligethes viridescens är en skalbaggsart som först beskrevs av Fabricius 1787.  Meligethes viridescens ingår i släktet Meligethes, och familjen glansbaggar. Arten är reproducerande i Sverige.